# 环海南岛国际公路自行车赛
环海南岛国际公路自行车赛，创办于2006年，赛事级别为2.Pro，是亚洲水平最高、影响力最大的顶级公路自行车赛之一。比赛路线环经全岛17个市县及1个经济开发区，涵盖高速、省道、县道、乡道等公路赛所有类型。

## 2010年环岛赛
第十届环岛赛于2015年10月20日-28日举办，以万宁市兴隆镇为起终点城市，比赛路线沿逆时针方向分布，环经全岛18个市县，全程1476.5公里，分为9个赛段，涵盖高速、省道、县道、乡道等公路赛所有类型。比赛奖金合计35万美元。共有20支参赛队伍，其中国际队伍14支，国内队伍5支，包括3支国际自盟职业队、5支洲际职业队、10支洲际队、1支国家队和1支地区队。
- 10月11日 三亚市绕圈赛
- 10月12日 三亚—陵水—保亭—五指山
- 10月13日 五指山—琼中—兴隆
- 10月14日 兴隆—万宁—琼海
- 10月15日 琼海—定安—海口
- 10月16日 海口—澄迈—临高—澄迈
- 10月17日 澄迈—屯昌—琼中-儋州
- 10月18日 儋州—白沙—昌江—东方
- 10月19日 东方—乐东—三亚

## 相关链接
1. 2010年环岛赛 （页面存档备份，存于）
2. 2009年环岛赛
3. 2008年环岛赛
4. 2007年环岛赛